# Halticotropis
Halticotropis (лат.) — род жуков-листоедов (Chrysomelidae) из трибы земляные блошки (Alticini, Galerucinae). 2 вида. Мадагаскар. Мелкие жуки (около 5 мм) желтовато-коричневого цвета (надкрылья сине-фиолетовые) с усиками, достигающими середины надкрылий. Обладают прыгательными задними ногами с утолщёнными бёдрами. Усики 11-члениковые (3-й сегмент короче первого). Пунктировка переднеспинки неотчётливо вдавленная на поверхности. 1-й членик задних лапок длиннее второго и третьего вместе взятых. Питаются растениями.
- Halticotropis multiplicata Fairmaire, 1886typus
- Halticotropis costipennis Bechyné, 1964